# Solfatara
Solfatare so 100 ° C do 250 ° C vroči postvulkanski izbruhi (oddušniki) plinov, ki večinoma vsebujejo vodikov sulfid (H2S), ogljikov dioksid (CO2) in vodne pare. Vodikov sulfid povzroča nezamenljiv vonj gnilih jajc.
Vodikov sulfid ob stiku z atmosferskim kisikom oksidira, da se tvori elementarno žveplo in žveplov dioksid, ki se raztopi v vodi in tvori žveplasto kislino (H2SO3). Ta kislina napade kamenje in zemljo ter skupaj z vročo paro razkroji mineralne sestavine. Zaradi tega razkroja in kondenzacije vodne pare se pogosto tvorijo blatni kotli, v katerih se izpuščajo plini kot mehurčki.
Ime Solfatara je iz Pozzuolija v pokrajini Campi Flegrei zahodno od Neaplja.

## Galerija
- Solfatare v Kawah Ijen
- Hveravellir na Islandiji
- Solfatare pri Pozzuoliju, Italija